# 第勒尼安海区

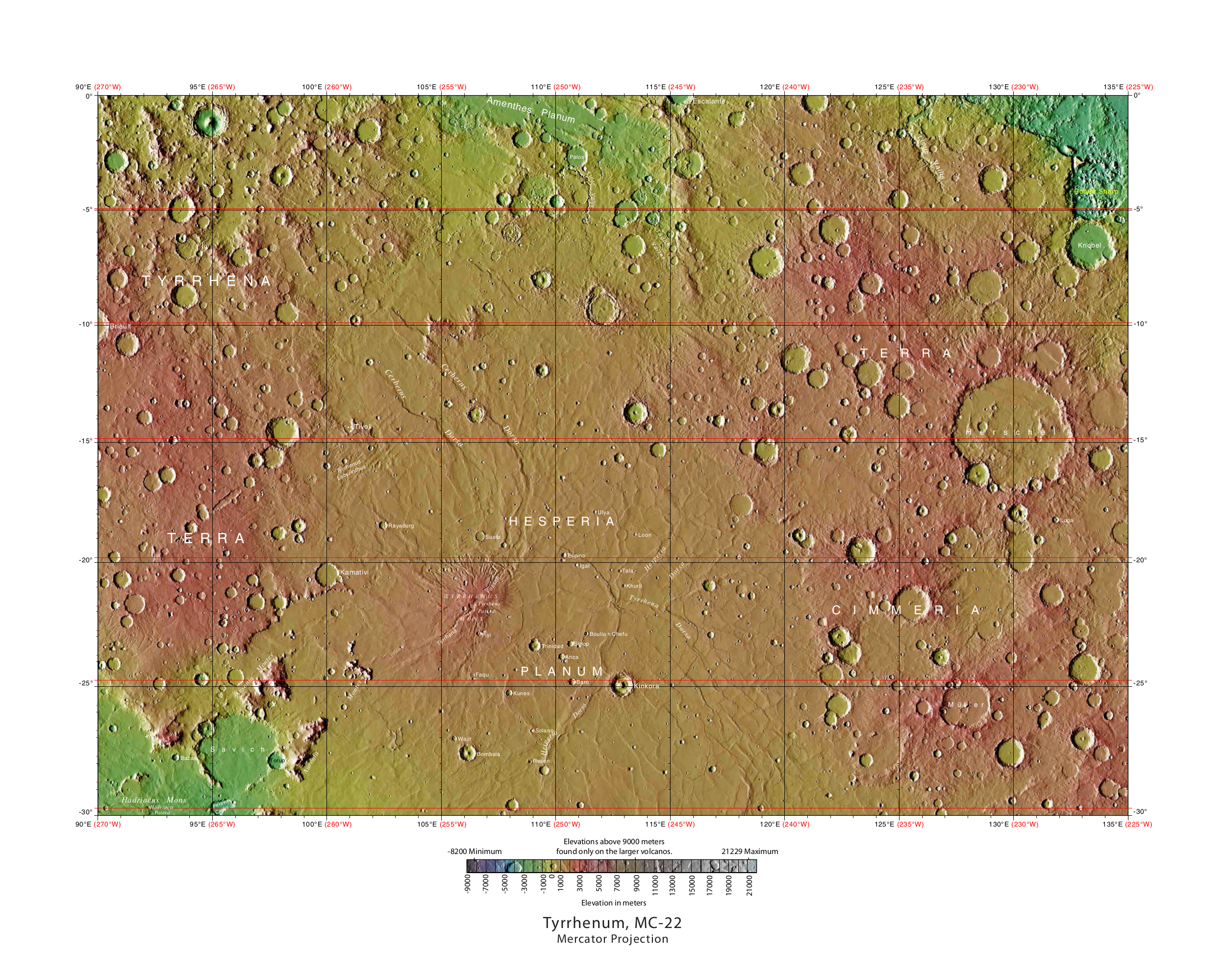
第勒尼安海区

第勒尼安海区（英語：Mare Tyrrhenum quadrangle）是美国地质调查局太空地质学研究计划（Astrogeology Research Program）对火星表面划分的30个区域之一，编号为MC-22。
第勒尼安海区覆盖了火星西经225°至270°、南纬0°至30°的区域。意大利天文学家乔凡尼·斯基亚帕雷利以地球上的第勒尼安海（地中海的一部分）来命名这一地区。大型火山泰瑞纳山就位于第勒尼安海区。该区最大的撞击坑则是赫歇尔撞击坑。